# Belokranjska pogača
Belokranjska pogača je iz kvašenega testa narejena specialiteta, okrogle oblike v sredini visoka 3 do 4 in na robu 1 do 2 centimetra, premazana s stepenim jajcem, posipana z zrni kumine in debelejšo soljo ter narezana na kvadrate.
Recept prvotno izhaja iz Bele krajine po njej je dobila tudi ime, koder so ga prinesli uskoki, ko so v 15. in 16. stoletju bežali pred Turki. Pogača je zaščitena z oznako tradicionalni ugled, ima tudi certifikat potrjen v Bruslju, kot hrana z zaščiteno označbo porekla 